# ガキ教室
『ガキ教室』（ガキきょうしつ）は、小沢としおによる日本の漫画作品。『週刊少年チャンピオン』（秋田書店刊）にて2012年9号から2013年1号まで連載。
内容は「教師になることを渋っていた今時の青年が、ひょんなことから中学校の教師となり、独自に問題を解決していく」というストーリーで、他の漫画とは一風変わった教師漫画である。単行本カバーなどで「青春スクールコメディ」と紹介されている。

## ストーリー
主人公・片桐晶は、問題児がたくさん集まる1年3組の新人教師として借金返済と引き換えに赴任。生徒たちの悩みを解決していく。

## 登場人物

### 教職員
片桐 晶（かたぎり あきら）
主人公。1年3組の担任の新人教師。野球部の顧問も務める。
大学卒業後、勤めていた会社が倒産。その後ホストクラブの雇われ店長になるが、騙されて多額の借金を背負わされる。ホームレス生活に転落していたところでかつての恩師でもある華沢校長に再会。借金を肩代わりしてもらう代わりに、桃山中学校の教師として働くことになる。　
本作のタイトルの通り、「ガキ」らしい性質を持つ人物。面倒くさいことが嫌いで、「最弱にして最低の教師」を自称しており、子供を嫌っているような言動をたびたび見せるが、一度取り組んだ問題には真剣に向き合い、生徒が危険な目に遭った時にも迷わず助けに行く。苦労したせいか世慣れており、不良やモンスターペアレントへの対応も何とかこなしている。
華沢校長（はなざわこうちょう）
ホテルチェーンの社長かつ桃山中学校の民間人校長。以前、家庭の問題で家を出た晶の里親をしていた。借金の肩代わりを条件に晶を教師として雇う。長い付き合いとなる晶の理解者だが、「使いものにならなかったらバッサリ切る」というシビアな面も持ち合わせる。
村山主任（むらやましゅにん）
桃山中1年の学年主任。担当教科は地理。当初は晶に不満を持っていたが、数々の問題を解決している実績を認めている。
野坂 萌（のさか もえ）
1年3組の副担任。担当教科は音楽で、若い女性教諭。
斉藤 文太（さいとう ぶんた）
あご髭を生やした男性教師。1年1組の担任。担当教科は体育。野坂に好意を持つ。
青山 はじめ（あおやま はじめ）
メガネをかけた気弱そうな男性教師。1年4組の担任。担当教科は理科。
副校長（ふくこうちょう）
年配の男性職員。民間人校長の制度を快く思っておらず、華沢校長の伝手で入った晶を降ろそうと目論む。モンスターペアレントのもとに家庭訪問に行かせるなど、晶が問題を引き起こしてクビになることを期待するが、晶が竹本の父と馴染んだり、真鍋の家庭問題を解決したりしたことから未遂に終わっている。学校の生徒たちのことは大事に思っており、問題の対処にあたる晶にアドバイスをすることもある。

### 1年3組の生徒
篠田（しのだ）
通称「シノケン」。野球部所属の眼鏡をかけた男子生徒。余計な一言を口にすることが多い。晶が赴任した直後に、万引きをして店の人間に捕まる。晶の説得で放免してもらえたが、以後は晶にクラスの情報を提供する役目を負わされる。
真鍋 光一（まなべ こういち）
刈り上げの不良男子生徒。前の担任教師に怪我を負わせ、そのまま退職に追い込んだ。母親を愛している故に侮辱されると激怒する。当初は素行が悪かったが、晶の家庭訪問の後、態度は少しずつ改まっていく。
田端（たばた）
通称「バタヤン」。メガネをかけた大柄な男子生徒。老けて見えるため、大人に間違われることが多い。
竹本（たけもと）
天然パーマの不良男子生徒。真鍋とは仲の良い親友同士。元ヤンキーの両親の影響で、ケンカの強い男を目指していた。家庭訪問した晶により、学校での素行の悪さを両親に知られ、「カッコ悪い」として父親に折檻される。その時以来、晶に頭が上がらなくなり、素行も少し改善される。
沼田 進（ぬまた すすむ）
不登校児童。あだ名は「ゲボーン」。引きこもりで自宅の部屋から出ず、会話も拒否しており、家族や訪問者との意思疎通は部屋のドアを叩く回数で行っている。かつては父親の喜ぶ顔を見たくて勉強を頑張っていたが、両親が離婚した後、父親に振り向いてはもらえなくなったことを知り、それ以来何もやる気が起きず、引きこもるようになった。家庭訪問に来た晶に少しずつ心を開き、会話をしたり色々なゲームをしたりするようになる。

### その他の人物
竹本の家族

真鍋の母
生活保護を受けている女性。男を自宅に上がり込ませたり、食事をまともに用意せず息子の育児放棄を繰り返したりする問題のある人物。

## 書誌情報
- 小沢としお『ガキ教室』 秋田書店〈少年チャンピオン・コミックス〉、全5巻
  1. 2012年6月8日発売 ISBN 978-4-253-21725-5
  2. 2012年8月8日発売 ISBN 978-4-253-21726-2
  3. 2012年10月5日発売 ISBN 978-4-253-21727-9
  4. 2012年12月7日発売 ISBN 978-4-253-21728-6
  5. 2013年2月8日発売 ISBN 978-4-253-21729-3